# Amtsbezirk Klosterneuburg
Der Amtsbezirk Klosterneuburg war um die Mitte des 19. Jahrhunderts eine Verwaltungseinheit im Viertel unter dem Wienerwald in Niederösterreich.
Der Amtsbezirk war der Kreisbehörde in Wiener Neustadt unterstellt und besorgte deren Amtsgeschäfte vor Ort. Die Zuständigkeit erstreckte sich neben Klosterneuburg auf die damaligen Gemeinden Grinzing, Heiligenstadt, Höflein, Kahlenbergerdörfel, Kierling, Kritzendorf, Nussdorf, Weidling und Weidlingbach.
Der Amtsbezirk umfasste dabei 10 Gemeinden mit 13.556 Einwohnern (lt. Zählung von 1851).